# Антоній (Кротевич)
Анто́ній Кроте́вич (в миру Бор́ис Кроте́вич; 14 серпня 1889, Богуслав, Київська губернія — 21 листопада 1973, село Малахівка, Московська область) — священник Воздвиженської церкви селища Пирогів та Катерининської церкви Лук'янівського цвинтаря Києва.  Член Київського обновленського єпархіального управління РПЦ. Після Другої світової війни — єпископ Житомирський і Овруцький РПЦ. Жертва російсько-большевицького терору і, водночас, таємний агент КҐБ СССР на псевдо Павловський.

## Біографія
Народився 1 серпня 1889 року в Богуславі, в родині священника. Закінчив Київську 2-гу класичну гімназію. Протягом року навчався в Київському медичному інституті. Перервавши навчання, вступив до Київської духовної академії, яку закінчив у 1914 році. Того ж року висвячений на священика до Воздвиженської церкви селища Пирогів поблизу Києва.
У 1917 році був священником Катерининської церкви Лук'янівського цвинтаря Києва. У 1919 році — настоятель Байково-цвинтарної церкви Києва, був благочинним 3-го Благочинного округу. В цьому ж році возведений у сан протоієрея. В 1920-ті роки був обновленцем і членом Київського обновленського єпархіального управління. 
У 1931 році — настоятель Софійської церкви на  Софійській набережній річки Москви. З 17 серпня 1932 року став настоятелем Христо-Рождественського собору Коврова і благочинним церков Ковровського району. У 1932 році нагороджений митрою. У листопаді 1932 року за представлений твір «Історія пристрасної седмиці до освіти студійського Статуту» затверджений у ступені кандидата богослов'я. У 1933 році був настоятелем Введенської церкви міста Іваново. У 1934 році служив настоятелем Орехово-Зуєвського собору і благочинним округу. 
У 1935 році розлучився з дружиною.
У 1937 році призначений настоятелем церкви міста Перово Московської області і благочинний церков Ухтомського і Раменського районів. У 1937 році заарештований за звинуваченням в антирадянській пропаганді і засуджений на 5 років таборів, звільнений в 1942 році. У 1944 році — благочинний церков Житомирської єпархії. 10 липня 1944 року постановою Священного синоду призначений єпископом Житомирським. 11 серпня 1944 року в храмі Київських печер ігуменом Кронідом Сакуном було скоєно постриг протоієрея Бориса Кротевича в чернецтво з нареченням його іменем Антоній  13 серпня цього ж року у Володимирському соборі Києва перед початком всеношної було скоєно наречення ієромонаха Антонія у Єпископа Житомирського .
14 серпня 1944 року хіротонізований на єпископа Житомирського і Овруцького. Хіротонію здійснили Патріарший Екзарх України Митрополит Київський і Галицький Іоанн Соколов і Архієпископ Дніпропетровський і Запорізький Андрій Комаров. З початку 1946 року — єпископ Костромський і Галицький, тимчасово керував Ярославською єпархією . 25 лютого 1952 року возведений у сан архієпископа. 16 листопада 1953 року, відповідно до прохання, звільнений на спокій. 9 лютого 1954 року повернувся на кафедру і призначений архієпископом Тульським і Бєлевським. У вересні 1958 року йому доручено тимчасове управління Ростовською і Новочеркаською єпархіями.
25 лютого 1959 нагороджений хрестом для носіння на клобуці.
З 16 березня 1961 року — митрополит Мінський і Білоруський. За короткий час він відновив проти себе чи не все духовенство і паству. На вимогу влади заборонив проводити набір вихованців в Мінську духовну семінарію, в результаті чого вона припинила своє існування через недовгий час .
З 12 січня 1962 року — митрополит Орловський і Брянський. 28 травня 1963 звільнений на спокій, за власним проханням.
30 березня 1964 митрополит Іванівський і Кинешемський.
При митрополиті Антонії були спалені єпархіальна бібліотека (за винятком світських книг, переданих місту) і єпархіальний архів. Уповноважений Ради у справах релігій по Іванівській області Н. А. Желтухін характеризував його так:
|  | «Митрополит Антоній ... взаємини з органами влади будував правильно. Всі принципові питання вирішував тільки за погодженням з уповноваженим Ради. Після прибуття в Іваново, безоплатно передав місту будинок єпархіального управління, бібліотеку, дві автомашини «Волга». Для єпархіального управління відремонтований був інший будинок, меншого розміру. З єпархіальних коштів досить значні суми (до 40000 рублів) вносив у Фонд світу». |

28 листопада 1966 року призначений на Тамбовську кафедру.
8 червня 1970 року звільнений на спокій з наданням архієрейської пенсії.
Діяльність митрополита Антонія Кротевича в 1950–1960-ті роки принесла багато бід церкві. Нерідко у владики Антонія складалися конфліктні відносини з єпархіальними кліриками і паствою. В Патріархію скаржилися і на його деспотичне ставлення до духовенства.
Згідно з даними розсекречених архівів НКВД-НКДБ, був активним агентом радянських спецслужб, агентурне прізвисько «Павловський». «Розробляв» і видавав владі «антирадянськи» налаштованих священників своєї єпархії, використовувався як «агент-маршрутник».
Помер 21 листопада 1973 року після важкої психіатричної хвороби.